# Theodorus Lambertus Verhoeven
Theodorus Lambertus (Theo) Verhoeven (Uden, 17 september 1907 – Antwerpen, 3 juni 1990) was een Nederlandse missionaris en archeoloog.

## Opleiding
Geboren aan de Markt in Uden, ontving hij zijn opleiding tot priester/missionaris in kloosters ('missiehuizen') van de Societas Verbi Divini (SVD) in resp. Uden (waar hij door de prefect werd misbruikt), Helvoirt en Teteringen. In laatstgenoemde plaats werd hij in 1933 tot priester gewijd, waarna hem echter niet werd toegestaan naar een missieland te vertrekken. In plaats daarvan moest hij leraar worden op zijn eigen middelbare school, missiehuis St. Willibrordus in Uden. Vanaf 1934 studeerde hij klassieke taal- en letterkunde aan de Rijksuniversiteit van Utrecht. Vlak voor het uitbreken van de Tweede Wereldoorlog bezocht hij Pompeï, Herculaneum en Ostia Tiberina om er, in het kader van zijn bijvakstudie archeologie, de Romeinse architectuur te bestuderen. Hij studeerde cum laude af.

## Verzet
In de Tweede Wereldoorlog, toen het Udense klooster door Duitse soldaten was bezet en later verwoest (het lag op de plaats van het huidige Sportpark), vonden de SVD-paters en hun leerlingen onderdak in de Blauwe Kei, een leegstaande draadnagelfabriek in het naburige Veghel. Daar, als een van de Paters van de Blauwe Kei, deed Verhoeven belangrijk verzetswerk door het onderbrengen van vele Joodse kinderen op onderduikadressen in de omgeving (waarvoor hem, veel later, door de Stichting 1940-1945 een verzetspensioen werd toegekend). Zijn levensgevaarlijk verzetswerk werd hem door zijn superieuren (die bang waren voor Duitse represailles) verboden, maar Verhoeven zette door met een beroep op zijn geweten.
Zijn ongehoorzaamheid leidde na de oorlog tot een groot conflict met de leiding van de SVD, die hem als docent degradeerde en hem - om van de inmiddels 40-jarige Verhoeven af te zijn - uiteindelijk toch naar Indonesië zond. Maar eerst werd hem opgedragen om in één jaar tijds een proefschrift te schrijven, een opdracht waarin Verhoeven, met als promotor de Utrechtse hoogleraar Latijn Hendrik Wagenvoort, cum laude slaagde.

## Archeologie
Als missionaris op het Indonesische eiland Flores deed hij, aanvankelijk vanuit de middelbare school van de SVD in Todabelu/Mataloko archeologische en paleontologische ontdekkingen die hem wereldfaam zouden bezorgen: als eerste toonde hij aan - door vondsten van stegodons in dezelfde laag als die van stenen werktuigen - dat Flores al tijdens het Pleistoceen door mensachtigen bewoond moest zijn geweest. Verder wees hij de grot Liang Bua aan als 'extra belangrijk', nl. om er archeologische vondsten te doen. Inderdaad werd daar in 2003, dus decennia later) de z.g. Floresmens (Homo floresiensis) opgegraven). Zo werd Verhoevens claim na zijn dood bevestigd.
Na acht jaar in Mataloko werd Verhoeven in 1957 door de SVD naar Nederland teruggeroepen om voor Missiehuis St. Willibrord(us), inmiddels gevestigd te Deurne, als bevoegd docent staatserkenning (en daarmee staatsbekostiging) te verwerven. Verhoeven maakte in de grote vakantie eerst een reis naar Frankrijk en Spanje om daar prehistorische grotten te bestuderen, en werd vervolgens voor één jaar conrector en leraar klassieke talen op St. Willibrord.
In de grote vakantie van 1958 reisde hij naar Duitsland voor een prehistorisch congres, en deed mee aan een opgraving in de Salzofenhöhle, een archeologisch belangrijke grot in Stiermarken, Oostenrijk. Via India, waar hij samen met de Oostenrijkse pater Stephen Fuchs SVD opgravingen deed in Adamgarh, keerde hij in 1959 terug naar Flores. Vanuit Ende, en vanaf 1963 vanaf het kleinseminarie in Ritapiret (waar hij hoogleraar Patrologie werd) zette hij zijn prehistorisch onderzoek voort.
Na een zwaar ongeluk met zijn jeep keerde Verhoeven begin 1967 naar Nederland terug. Nog tijdens zijn herstel werkte hij eerst in Rome mee aan het vertalen van de nieuwe Constituties (de 'grondwet') van de SVD in het Latijn. Vervolgens werd hij, inmiddels weer geheel genezen, docent klassieke talen op verschillende middelbare scholen in Nederland, waaronder (in het schooljaar 1969/1970) het Utrechtse Christelijk Lyceum. Daarmee financierde hij verschillende nieuwe expedities naar en op Flores, nu in samenwerking met de Duitse SVD pater Johannes Maringer.
Verhoeven publiceerde de resultaten van zijn onderzoek vooral in het vooraanstaande Duitse wetenschappelijke tijdschrift Anthropos.
In 1973 vroeg en kreeg de toen 66-jarige Verhoeven dispensatie van zijn priestergeloften, waarna hij naar België vertrok en in 1975 huwde met de al veel eerder uitgetreden ex-non en lerares Nederlands Paula Hamerlinck (1914-2001). Hij zou niet meer naar Flores terugkeren.

## Beoordeling en waardering
Dat Verhoeven een verzetsheld was staat buiten kijf, en is ook nooit betwijfeld. Maar zijn verdiensten als wetenschapper zijn lange tijd niet onderkend. Bovendien kwam daar na zijn dood in de populaire media nog enige tijd de gewoonte bij om Verhoeven te typeren als "de pater die net niet diep genoeg groef" (nl. om de Floresmens te vinden). Deze karakterisering berust veeleer op sensatiezucht dan op feiten: ook als Verhoeven dieper in de Liang Bua had gegraven, was hij niet op Homo floresiensis gestuit, alleen al omdat hij niet op de juiste plaats groef. Bovendien bestonden er in zijn tijd nog geen mogelijkheden om zo diep te graven. En ten slotte: ook na Verhoeven is er nog decennia lang in de Liang Bua gegraven zonder dat de Floresmens daar werd gevonden. Tegenwoordig is het veeleer het  wetenschappelijk belang van Verhoeven dat wordt erkend en onderstreept: hij heeft latere wetenschappers attent gemaakt op de Liang Bua, en is ook de ontdekker van de eerste mensachtigen op Flores: met zijn - later correct gebleken - claim dat Flores al in het Pleistoceen door mensachtigen bewoond werd, plaveide hij de weg naar de  ontdekking van de Floresmens een halve eeuw later. Volgens prehistoricus Robert G. Bednarik was Verhoeven 'de grootste archeologische onderzoeker van Wallacea (het gebied waarin Flores en Timor liggen), wiens pionierswerk tijdens zijn leven voor het grootste deel werd genegeerd'. Paleontoloog John de Vos (voormalig curator van de Dubois-collectie in het Leidse Naturalis Biodiversity Center) karakteriseert  Verhoeven als 'een geniaal geleerde'. 
De Papagomys theodorverhoeveni, een uitgestorven reuzenrat op Flores, is naar Verhoeven genoemd, evenals het Anthracotema verhoeveni, een door de bemoeienis van Verhoeven op Timor gevonden landzoogdier uit het Eoceen. De Paulamys naso, een nog steeds op Flores voorkomend knaagdier, werd op verzoek van Verhoeven genoemd naar zijn vrouw Paula.                                                                                                                                                                                               Als verzetsheld kreeg Verhoeven pas officiële erkenning in 2025, toen de gemeenteraad van Veghel besloot om de brug over de Aa (bij de Rembrandtlaan) naar hem te vernoemen.
In 2019 publiceerde Verhoevens leerling (en erfgenaam van diens klassieke bibliotheek) Gert M. Knepper na een onderzoek van veertien jaar Verhoevens biografie.
- International Standard Name Identifier: 0000 0000 3108 640X
- Library of Congress Control Number: n88076504
- Nederlandse Thesaurus van Auteursnamen: 074675095
- Système universitaire de documentation: 110496655
- Virtual International Authority File: 38460994
- WorldCat: E39PBJmdtxRmDHmkgMFgKWTfv3